# Bagneux - Lucie Aubrac (métro de Paris)
Pour les articles homonymes, voir Bagneux et Lucie Aubrac.
Bagneux - Lucie Aubrac est une station de la ligne 4 du métro de Paris, située sur le territoire de la commune de Bagneux. Elle est mise en service le 13 janvier 2022 et devient le terminus sud de cette ligne. C'est la 306e station du métro de Paris.
Ce sera également une station de la future ligne 15 du Grand Paris Express, en 2026.

## Situation
La station est située dans l’îlot Métro de la ZAC Victor-Hugo, sous un complexe immobilier et commercial. Elle est au sud de la station Barbara de la ligne 4.

## Histoire
La station est mise en service le 13 janvier 2022.
La dénomination de la station rend hommage à Lucie Aubrac (1912 - 2007), professeure d'histoire, militante communiste, pacifiste, et résistante durant la Seconde Guerre mondiale. Elle doit sa dénomination à la demande de la commune de Bagneux, afin qu'Île-de-France Mobilités accepte que les franciliens choisissent le nom de la station de métro. Les trois noms soumis au vote sont Bagneux - Champ des Oiseaux, Bagneux - Nina Simone et Bagneux - Lucie Aubrac. Le vote a lieu du 17 mai au 17 juin 2018. Le nom choisi est Bagneux - Lucie Aubrac.
Le prolongement de la ligne 4 de Mairie de Montrouge à Bagneux - Lucie Aubrac est déclaré d'utilité publique le 15 février 2005, et les différents acteurs du projet (départements, région Île-de-France, RATP) ont chiffré leurs prévisions d'engagements en mai 2009. Le chantier est officiellement lancé le 8 juillet 2015.
Alors que la mairie de Bagneux avait annoncé en juin 2009 une ouverture pour 2014, le Syndicat des transports d'Île-de-France (STIF) la prévoit ensuite pour 2020, puis au début de 2018 pour mi-2021. Le démarrage des travaux est annoncé pour juin 2015.
Les travaux de génie civil sont achevés en mars 2018. Les couloirs menant à la ligne 15 sont déjà construits et condamnés provisoirement par un mur.

## Services aux voyageurs

### Accès

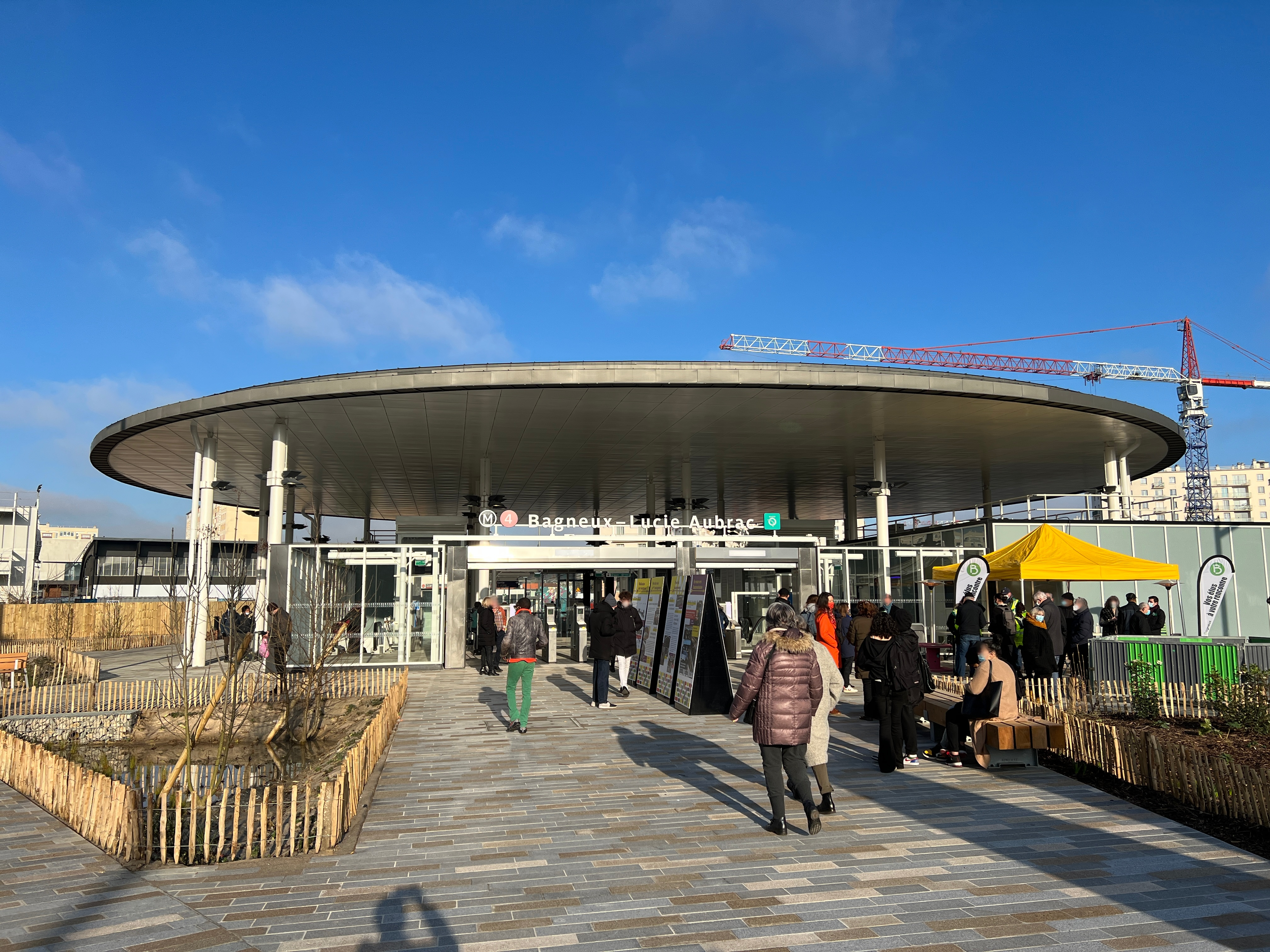
Bâtiment principal de la station.

La station possède un bâtiment situé au sud de la place Lucie Aubrac d'une superficie de 5 000 m2. Ce bâtiment comporte 3 accès :
- l'accès no 1 « rue de Verdun » est l'accès principal situé au sud du bâtiment ;
- l'accès no 2 « avenue Henri Barbusse » est l'accès est de ce bâtiment ;
- l'accès no 3 « place Lucie Aubrac » est l'accès nord du bâtiment ;

L'accès no 4 « avenue de Stalingrad » est situé au nord de la place Lucie Aubrac et constitue l'unique accès donné par le bâtiment secondaire. Il donne directement accès aux deux quais en direction de Porte de Clignancourt.
Le dernier accès, le no 5 dit « rue Claude Debussy » est aussi situé sur la place Lucie Aubrac sur sa partie ouest non loin de l'accès no 4. Il donne accès au seul quai du terminus de la station de métro.

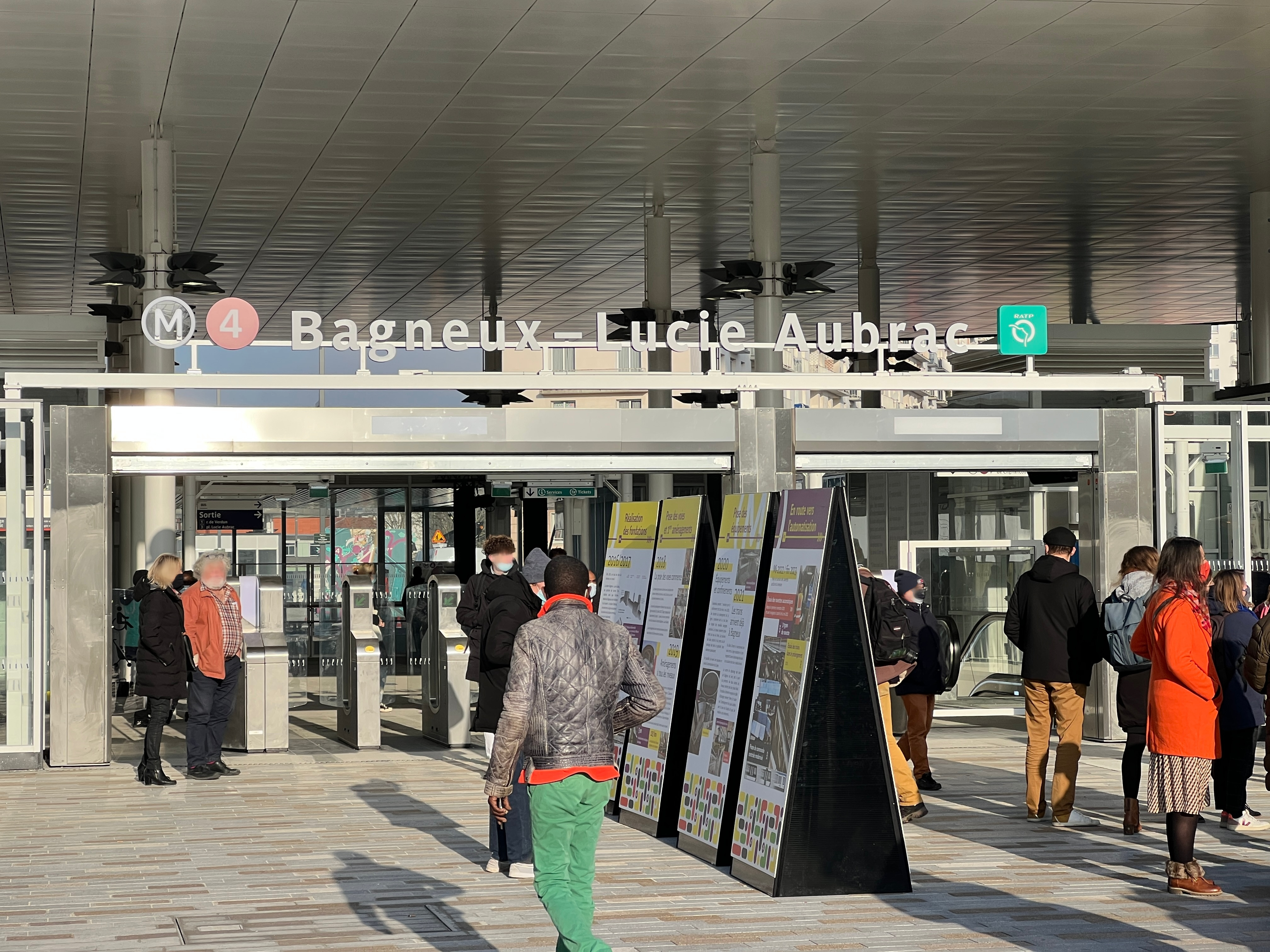
Accès no 1.
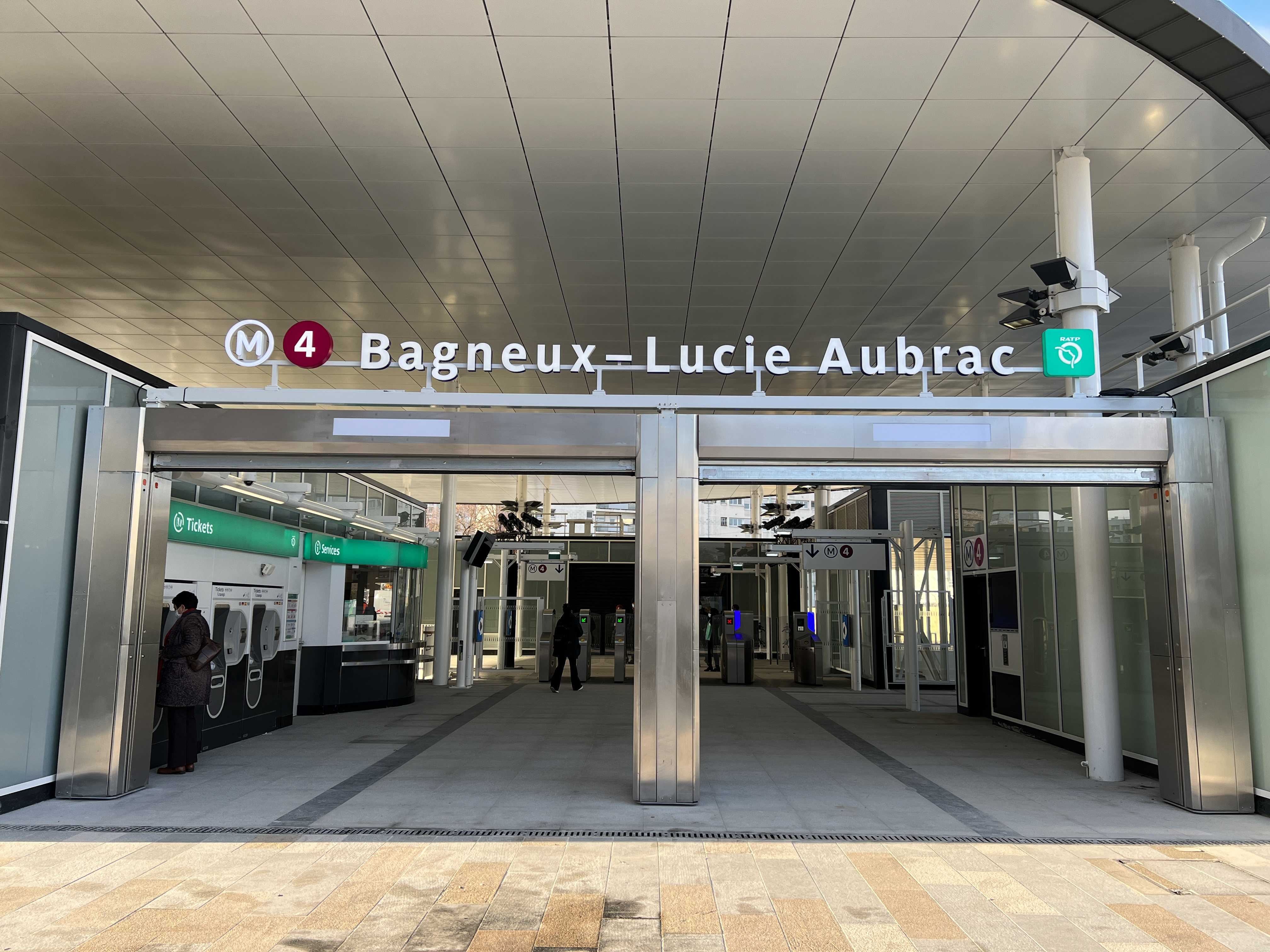
Accès no 2.
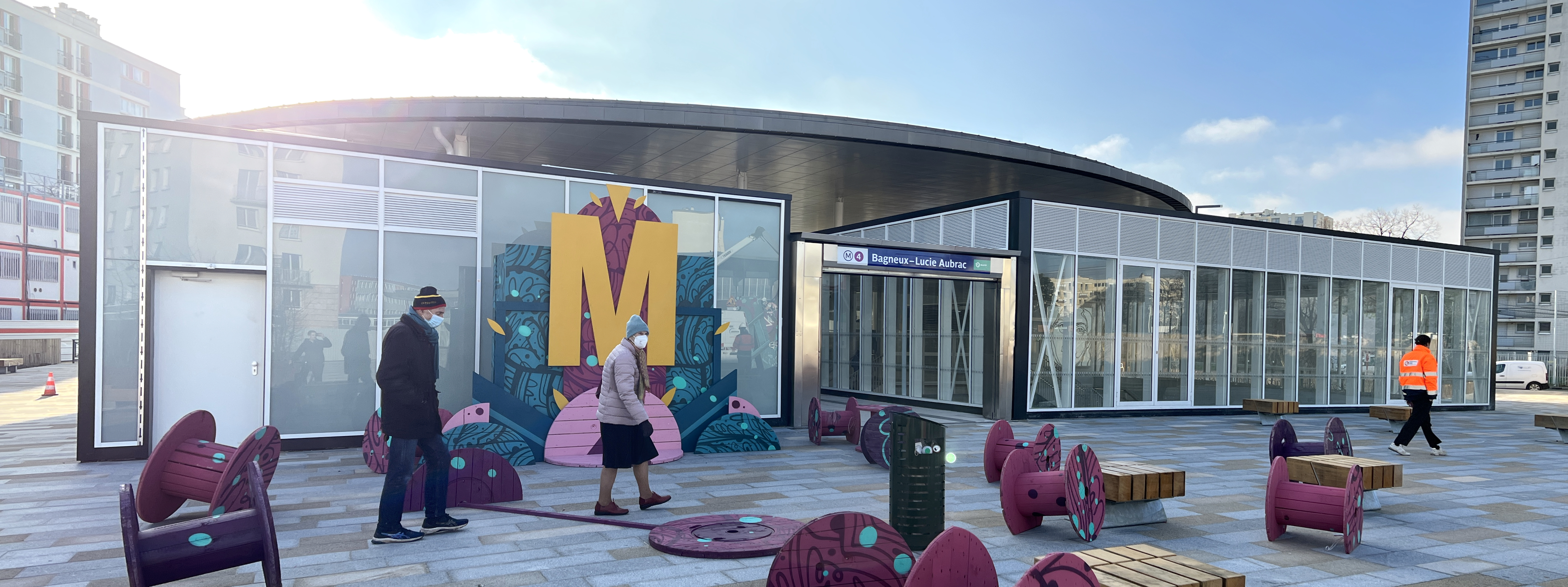
Accès no 3.
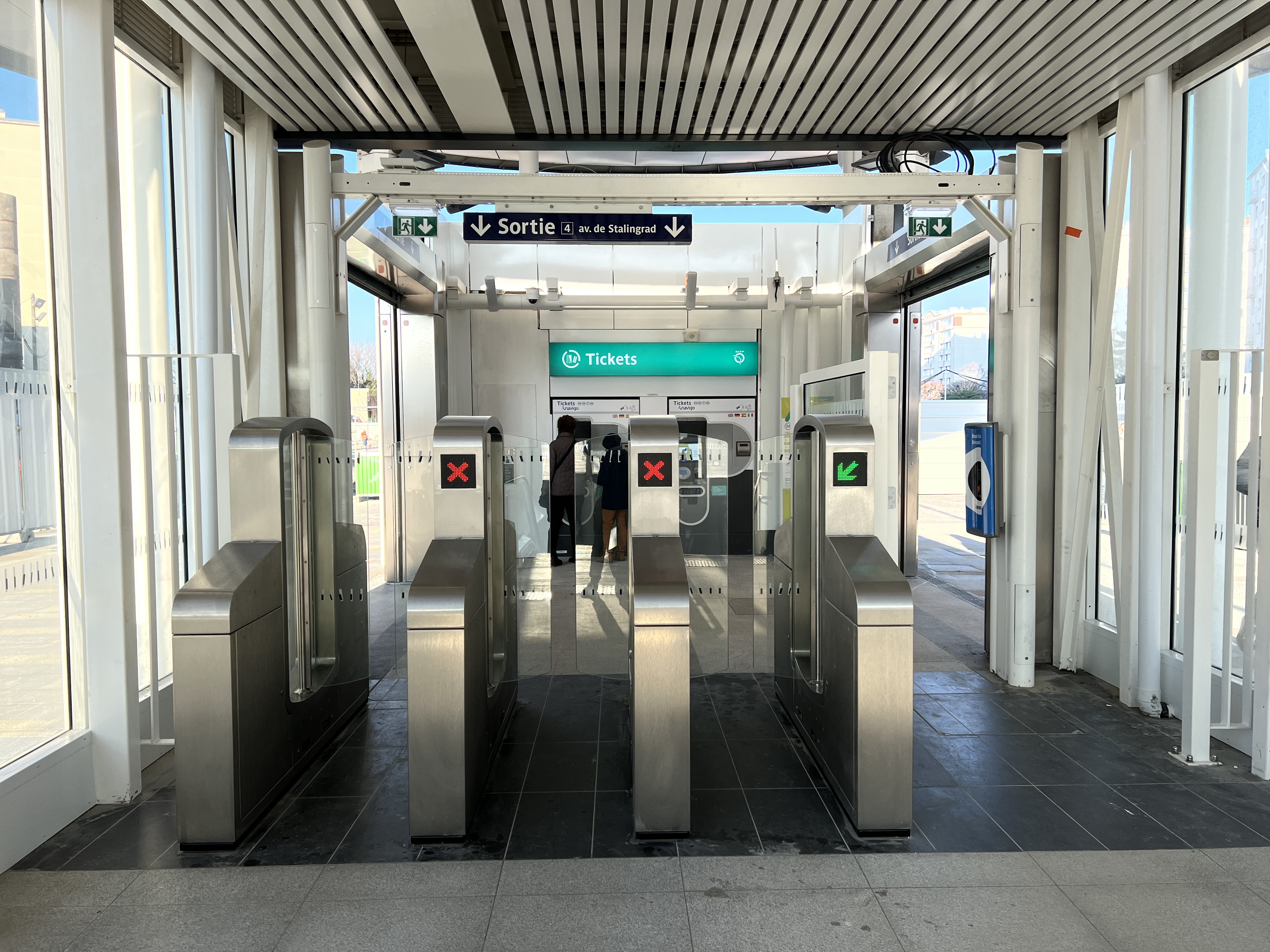
Accès no 4.
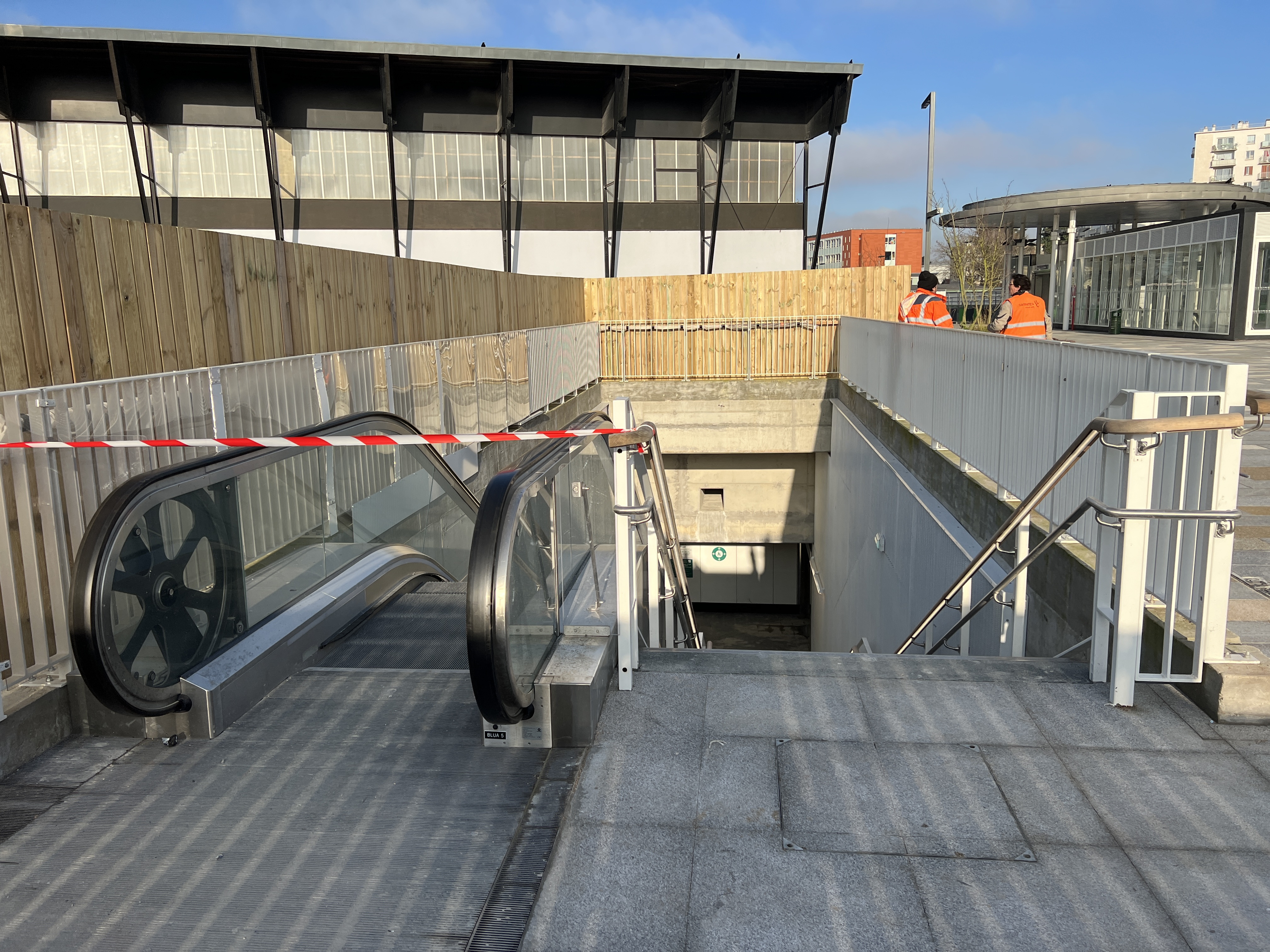
Accès no 5.

### Quais
La station est située à huit mètres de profondeur et dispose de trois voies à quai. Les quais sont décorés d'une fresque représentant Lucie Aubrac réalisée par l'artiste C215. La station est conçue avec un plafond plat et un revêtement mural fait de panneaux ondulés en métal blanc ajouré.

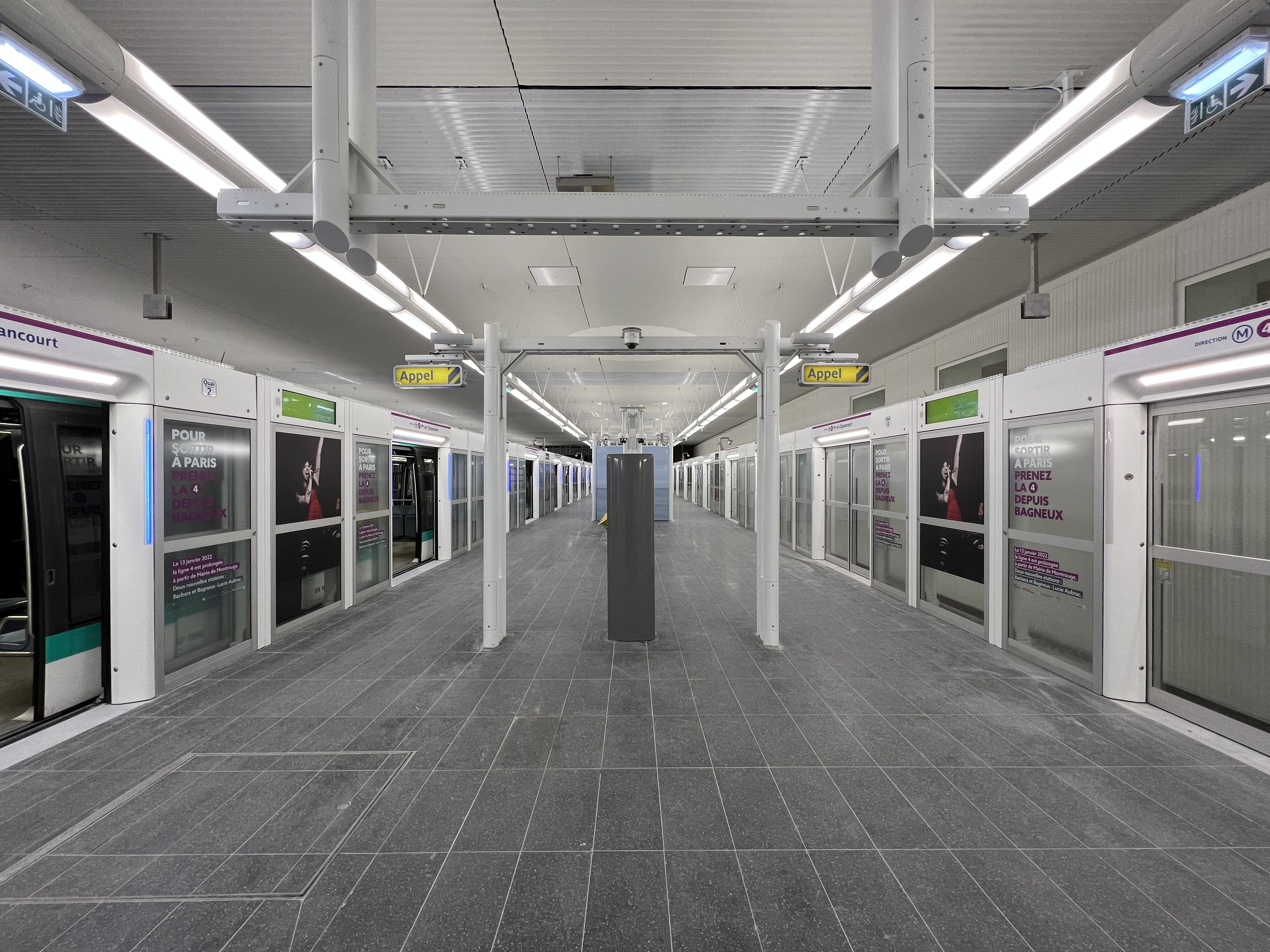
Quai central, dit « de départ » desservi par les voies 2 et 4.
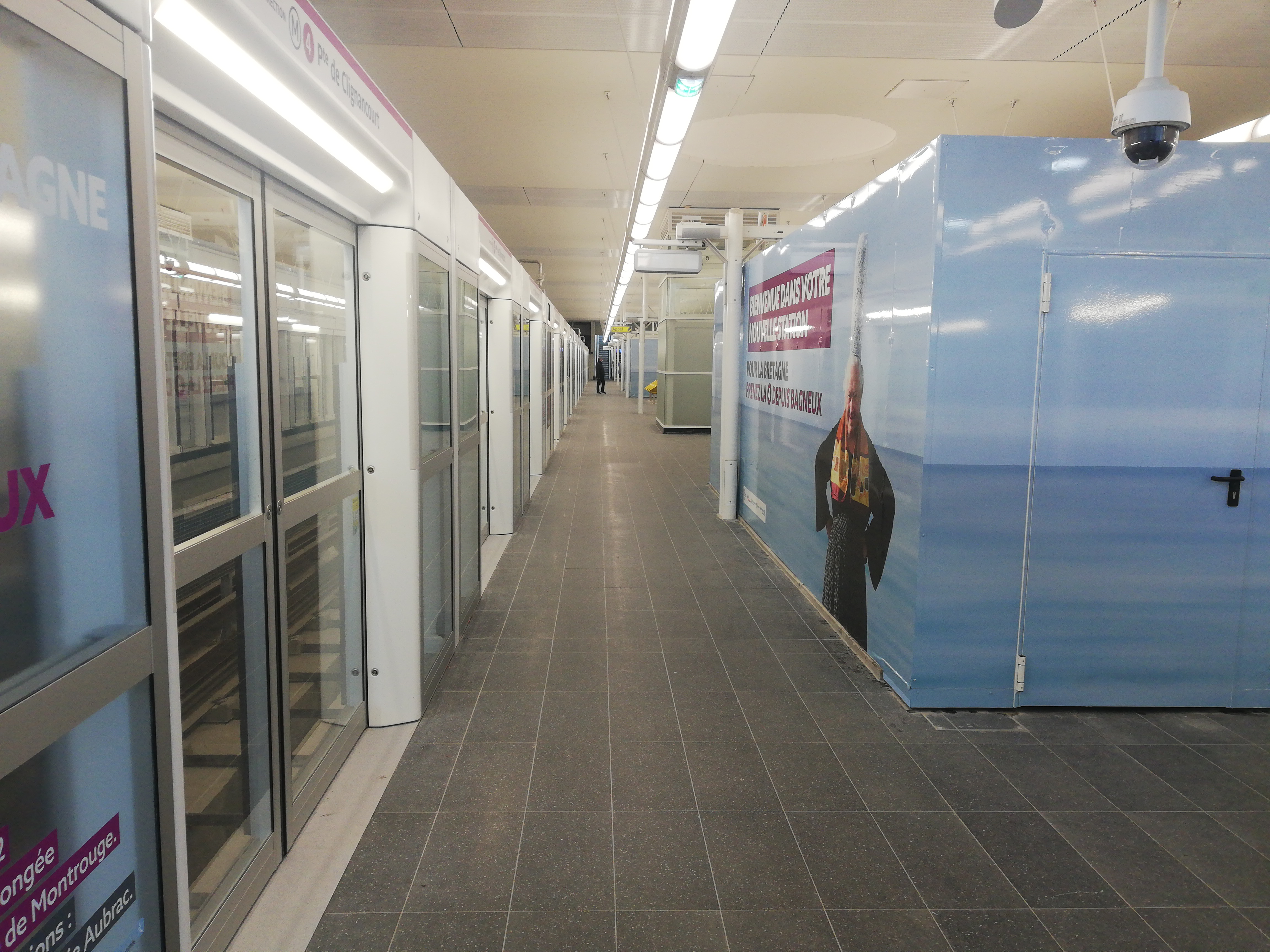
Emplacement d'un futur escalier vers la ligne 15 sur le quai central.

### Intermodalité
La station est en correspondance avec les lignes de bus RATP 162, 188, 197 et 388, ainsi que la nuit, par la ligne N14 du réseau Noctilien. Elle est à proximité des lignes 187 et 193 à l'arrêt Grange Ory situé sur l'avenue Aristide-Briand.

### Décoration
Plusieurs artistes participent à la décoration de la station de métro et de ses alentours :
- C215 a réalisé deux portraits de Lucie Aubrac, le premier à l'entrée de la station, et l'autre sur le mur de l'escalier qui dessert le quai. L'éclairage de ces œuvres, fait d'ombre et de lumière, symbolise ainsi la Résistance[15] ;
- Ricardo Mosner, artiste argentin, réalise un bas-relief en métal sur les grilles clôturant le centre de dépannage. Cette frise narre l'histoire des souterrains balnéolais, depuis les carrières et champignonnières jusqu'à l'arrivée du métropolitain[15] ;
- Andréa Michaelsson, dite Btoy, a reçu la commande d'un portrait monumental de Lucie Aubrac sur le pignon d'un immeuble de l'avenue Victor-Hugo, en face la sortie de la bouche du métro[15].

## Construction de la ligne 15

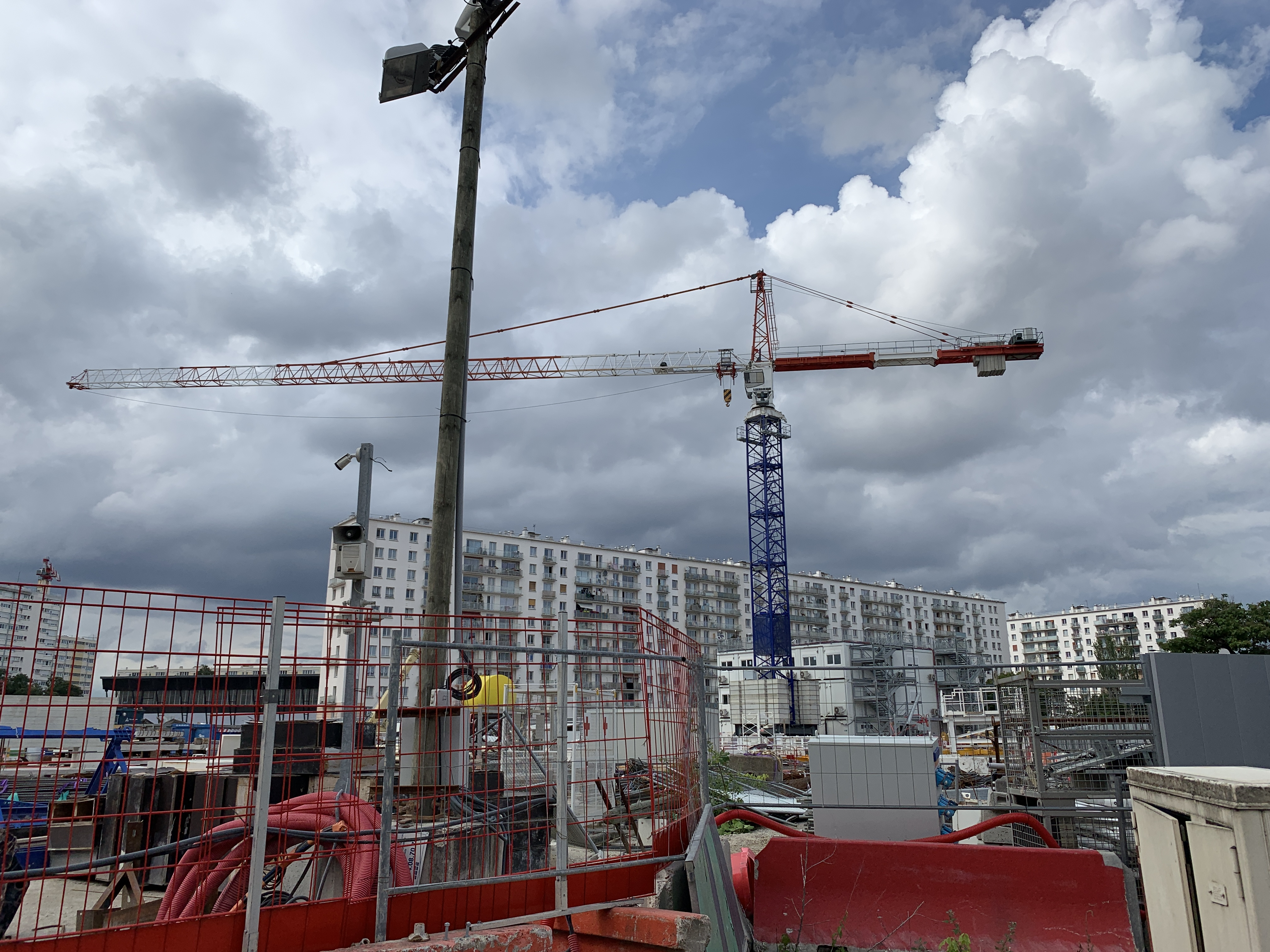
Chantier de la station de la ligne 15 en juin 2020.

Depuis l'accord du 26 janvier 2011 sur le Grand Paris Express,, il est prévu que Bagneux - Lucie Aubrac devienne aussi une station de la ligne 15 du métro,,. Ses quais seront établis à une profondeur de 36 m. L'accès de la station du Grand Paris Express, qui se trouvera au niveau du Rond-Point des Martyrs de Chateaubriant, se fera par l'avenue Henri-Barbusse.
La conception de cette station est confiée à l'agence Atelier Barani et Marc Barani Architectes. Les travaux de génie civil sont réalisés par un groupement d’entreprises piloté par Vinci Construction Grands Projets. La livraison de la station est prévue en 2026,.
L'artiste plasticienne italienne Tatiana Trouvé conçoit une œuvre artistique pour la station Bagneux - Lucie Aubrac en coordination avec l'architecte Marc Barani. L'œuvre consistera en une immense fresque-paysage minérale comprenant notamment quatre panneaux de marbre, des sculptures en bronze et plâtre, des vitrines et des gravures.
La station comportera également sur ses quais une fresque de Camille Lavaud.
De son côté, afin d'assurer la correspondance avec la ligne 4, la RATP a mis en place une mesure conservatoire consistant en un couloir perpendiculaire passant sous les voies de la ligne 4 du métro, équipé à chaque quai d’un escalier fixe doublé d’un escalier roulant et d’un ascenseur[réf. nécessaire]. Ces installations sont depuis la mise en service de la station dissimulées sur les quais de la ligne 4 par une structure provisoire.
Les travaux de parois moulées de la station de la ligne 15 se sont terminés fin 2018[réf. nécessaire]. Début février 2019, le creusement de la boite station a débuté pour se terminer en avril 2019. Avant d'arriver à Fort d'Issy - Vanves - Clamart en juillet 2020, le tunnelier Ellen, parti du puits Robespierre à Bagneux en février 2019, a traversé la station. Le premier trimestre 2022 a été marqué par la fin des derniers travaux dits de génie civil. Cinq années auront été nécessaires aux compagnons pour construire les 5 niveaux intermédiaires à plus de 30 mètres de profondeur. Depuis mars 2022, les équipes du groupement Razel-Bec, Fayat Énergie Services et Fayat Metal se mobilisent pour aménager et équiper la future gare afin de la rendre opérationnelle pour l’arrivée du métro et l’accueil des voyageurs. Le bâtiment voyageurs sorti de terre, les compagnons s'attèlent désormais à la pose des différentes circulations verticales (escaliers mécaniques, ascenseurs) et aux revêtements définitifs des murs et sols. 